# Стрільба на літніх Олімпійських іграх 2020 — трап (жінки)
Змагання зі стендової стрільби в дисципліні трап серед жінок на літніх Олімпійських іграх 2020 відбулися 28 - 29 липня в Стрілецькому парку Асака. 

## Рекорди
Перед початком змагань світовий і олімпійський рекорди були такими:
| Рекорд кваліфікації | Рекорд кваліфікації       | Рекорд кваліфікації | Рекорд кваліфікації | Рекорд кваліфікації |
| ------------------- | ------------------------- | ------------------- | ------------------- | ------------------- |
| Світовий рекорд     | Сату Мякеля-Нуммела (FIN) | 123                 | Акапулько, Мексика  | 18 березня 2019     |
| Олімпійський рекорд | Не встановлено            | –                   | –                   | –                   |

| Рекорд фіналу       | Рекорд фіналу     | Рекорд фіналу | Рекорд фіналу                  | Рекорд фіналу  |
| ------------------- | ----------------- | ------------- | ------------------------------ | -------------- |
| Світовий рекорд     | Ешлі Керрол (USA) | 48            | Гвадалахара (Мексика), Мексика | 5 березня 2018 |
| Олімпійський рекорд | Не встановлено    | –             | –                              | –              |

## Розклад
Вказано Японський стандартний час (UTC+9)
| Дата                                        | Час   | Раунд        |
| ------------------------------------------- | ----- | ------------ |
| Середа, 28 липня 2021 Четвер, 29 липня 2021 | 9:00  | Кваліфікація |
| Четвер, 29 липня 2021                       | 14:30 | Фінал        |

## Результати

### Кваліфікація
| Місце | Спортсменка         | Країна                           | 1  | 2  | 3  | 4  | 5  | Загалом | Примітки  |
| ----- | ------------------- | -------------------------------- | -- | -- | -- | -- | -- | ------- | --------- |
| 1     | Зузана Штефечекова  | Словаччина (SVK)                 | 25 | 25 | 25 | 25 | 25 | 125     | Q, WR, OR |
| 2     | Алессандра Періллі  | Сан-Марино (SMR)                 | 24 | 25 | 25 | 24 | 24 | 122     | Q         |
| 3     | Сільвана Станко     | Італія (ITA)                     | 24 | 25 | 25 | 23 | 24 | 121+3   | Q         |
| 4     | Летіша Сканлан      | Австралія (AUS)                  | 24 | 25 | 24 | 23 | 25 | 121+2   | Q         |
| 5     | Пенні Сміт          | Австралія (AUS)                  | 23 | 24 | 25 | 24 | 24 | 120+2   | Q         |
| 6     | Кейл Браунінґ       | США (USA)                        | 23 | 24 | 24 | 24 | 25 | 120+1   | Q         |
| 7     | Меделін Берно       | США (USA)                        | 24 | 25 | 22 | 24 | 24 | 119     |           |
| 8     | Джессіка Россі      | Італія (ITA)                     | 25 | 23 | 24 | 23 | 24 | 119     |           |
| 9     | Сандра Берналь      | Польща (POL)                     | 24 | 23 | 22 | 24 | 25 | 118     |           |
| 10    | Наталі Руні         | Нова Зеландія (NZL)              | 23 | 23 | 23 | 23 | 25 | 117     |           |
| 11    | Ван Сяоцзін         | Китай (CHN)                      | 22 | 24 | 23 | 24 | 24 | 117     |           |
| 12    | Кароль Корменьє     | Франція (FRA)                    | 25 | 23 | 24 | 23 | 22 | 117     |           |
| 13    | Алехандра Рамірес   | Мексика (MEX)                    | 22 | 23 | 25 | 21 | 25 | 116     |           |
| 14    | Фатіма Галвес       | Іспанія (ESP)                    | 22 | 24 | 22 | 25 | 23 | 116     |           |
| 15    | Дарія Сем'янова     | Олімпійський комітет Росії (ROC) | 22 | 24 | 24 | 23 | 23 | 116     |           |
| 16    | Кірсті Геґарті      | Велика Британія (GBR)            | 24 | 24 | 23 | 22 | 23 | 116     |           |
| 17    | Катерина Субботіна  | Олімпійський комітет Росії (ROC) | 24 | 24 | 25 | 20 | 23 | 116     |           |
| 18    | Ден Вейюнь          | Китай (CHN)                      | 21 | 25 | 23 | 22 | 24 | 115     |           |
| 19    | Юкіє Накаяма        | Японія (JPN)                     | 21 | 24 | 22 | 25 | 23 | 115     |           |
| 20    | Селін Алі           | Болгарія (BUL)                   | 22 | 24 | 23 | 24 | 22 | 115     |           |
| 21    | Рей Бассіл          | Ліван (LBN)                      | 24 | 20 | 23 | 24 | 23 | 114     |           |
| 22    | Меггі Ашмаві        | Єгипет (EGY)                     | 19 | 24 | 24 | 22 | 24 | 113     |           |
| 23    | Ана Валеска Сото    | Гватемала (GUA)                  | 21 | 23 | 23 | 23 | 23 | 113     |           |
| 24    | Сату Мякеля-Нуммела | Фінляндія (FIN)                  | 23 | 23 | 24 | 21 | 22 | 113     |           |
| 25    | Мелані Кузі         | Франція (FRA)                    | 22 | 22 | 22 | 22 | 22 | 110     |           |
| 26    | Адріана Руано       | Гватемала (GUA)                  | 23 | 21 | 22 | 23 | 21 | 110     |           |

### Фінал
| Місце | Спортсменка              | Серія | Серія | Серія | Серія | Серія | Серія | Примітки |
| Місце | Спортсменка              | 1     | 2     | 3     | 4     | 5     | 6     | Примітки |
| ----- | ------------------------ | ----- | ----- | ----- | ----- | ----- | ----- | -------- |
| 1     | Зузана Штефечекова (SVK) | 21    | 25    | 30    | 34    | 38    | 43    | OR       |
| 2     | Кейл Браунінґ (USA)      | 20    | 24    | 29    | 34    | 37    | 42    |          |
| 3     | Алессандра Періллі (SMR) | 19    | 23    | 26    | 29    |       |       |          |
| 4     | Летіша Сканлан (AUS)     | 19    | 24    | 26    |       |       |       |          |
| 5     | Сільвана Станко (ITA)    | 17    | 22    |       |       |       |       |          |
| 6     | Пенні Сміт (AUS)         | 13    |       |       |       |       |       |          |